# غريغ غرانت
غريغ غرانت (بالإنجليزية: Greg Grant)‏ مواليد 29 أغسطس 1966 في ترنتون، هو مدرب كرة سلة أمريكي ولاعب سابق. بدأ مسيرته الاحترافية في سنة 1989. تم اختياره من قبل فريق فينيكس صنز خلال الدرافت. يبلغ طوله 5 قدم 7 بوصة (1.7 م). اعتزل اللعب في 1998.

## المسيرة الاحترافية
لعب مع فينيكس صنز في موسم 1989–1990، ثم لعب مع نيويورك نيكس في موسم 1990–1991، ثم لعب مع شارلوت هورنتس في سنة 1991، ثم لعب مع فيلادلفيا سفنتي سيكسرز من سنة 1991 إلى 1993، ثم لعب مع دنفر ناغتس في سنة 1995.

## روابط خارجية
- غريغ غرانت على موقع إن بي أي (الإنجليزية)
- غريغ غرانت على موقع سبورتس رفرنس (الإنجليزية)
- غريغ غرانت على موقع ريلجم (الإنجليزية)
- غريغ غرانت على موقع بروبوليرز (الإنجليزية)